# Carl Nicks (giocatore di football americano)
Carl Ray Nicks Jr. (San Francisco, 14 maggio 1985) è un ex giocatore di football americano statunitense che ha militato nel ruolo di guardia nella National Football League (NFL). Fu scelto dai New Orleans Saints nel corso del quinto giro del Draft NFL 2008. Al college ha giocato a football all'Università del Nebraska.

## Carriera

### New Orleans Saints
Nella sua stagione da rookie, Nicks sostituì Jamar Nesbit nella formazione titolare dopo che Nesbit violò la politica della lega sull'abuso di sostanze. Le sue prestazioni eccedettero le aspettative e Nicks giocò tutte e le 16 gare stagionali, 13 delle quali da titolare.
Nicks disputò tutte le gare della stagione 2009 come titolare. I Saints iniziarono la stagione vincendo le prime 13 partite consecutive, prima di perdere le ultime tre. La possibilità di saltare il turno delle wild card si rivelò di gran beneficio per la squadra, che poté ritemprarsi dopo il difficile finale di stagione regolare. Nel division round dei playoff, i Saints superarono i Cardinals 41-14 e nella finale della NFC i Minnesota Vikings per 31-28 nei tempi supplementari. Il 7 febbraio 2010, i Saints sconfissero i favoriti Indianapolis Colts nel Super Bowl XLIV disputato a Miami e Nicks si laureò per la prima volta campione NFL.
La stagione 2010 la giocò come guardia sinistra titolare e al termine della stessa fu convocato per il suo primo Pro Bowl, convocazione che ricevette anche nel 2011, oltre a venire inserito nella formazione ideale della stagione All-Pro ed essere stato votato al 76º posto nella NFL Top 100, l'annuale classifica dei migliori cento giocatori della stagione.

### Tampa Bay Buccaneers
Nicks firmò un contratto quienquennale del valore di 47,5 milioni di dollari coi Tampa Bay Buccaneers il 14 marzo 2012. Dopo avere giocato solamente nove partite in due stagioni a causa degli infortuni, il 25 luglio 2014, il giocatore e la franchigia acconsentirono a separarsi consensualmente.

## Palmarès

### Franchigia
- Super Bowl : 1

New Orleans Saints: Super Bowl XLIV
- National Football Conference Championship: 1

New Orleans Saints: 2009

### Individuale
- Convocazioni al Pro Bowl: 2

2010, 2011
- All-Pro: 2

2010, 2011
- PFWA All-Rookie Team - 2008